# Matveï Golovinski
Matveï Vassilievitch Golovinski, dit Mathieu Golovinski en français (né le 6 mars 1865 à Ivachevka dans le gouvernement de Simbirsk et mort en 1920 à Petrograd) est un agent provocateur des services secrets russes (Okhrana) et auteur mineur rendu célèbre à titre posthume. 
En effet en 1999, l'historien russe Mikhail Lépekhine a présenté Mathieu Golovinski comme l'auteur de l'ouvrage antisémite Les Protocoles des Sages de Sion, qui est un faux. Mais cette piste reste contestée.

## Biographie
Issu d'une famille aristocratique d'opinion assez proche des décabristes (son père, petrachevtsien comme Dostoïevski, fut arrêté et gracié en même temps que l'écrivain), il est apparenté à Lénine dont il a été un camarade d'enfance. Leurs deux familles ont contribué à évangéliser les paysans païens de la Volga. Golovinski, avocat, est radié pour détournement de fonds. Francophone, il s'installe à Paris au prétexte d'études de médecine. Il y travaille pour les services d'un groupe de pression ultra chrétien, proche du tsar Alexandre III, mené par Constantin Pobiedonostsev. L'arrivée au pouvoir de Nicolas II ayant réduit l'influence de ses protecteurs, il est traité publiquement de « mouchard » par Maxime Gorki et suit Pierre Ratchkovski, chargé de la police politique à Paris. Il est secrètement chargé d'écrire des articles pour influencer les journaux en faveur de la politique russe, sous la couverture d'études de médecine. 
Dans le débat politique russe de l'époque, les milieux réactionnaires qui l'emploient cherchent à convaincre le tsar que la politique libérale que conduit le gouvernement Serge Witte est le résultat d'un complot judéo-maçonnique. Golovinski est donc chargé par Pierre Ratchkovski de créer un faux ouvrage, Les Protocoles des Sages de Sion qui pourrait le prouver. Golovinski décalque le Dialogue aux enfers entre Machiavel et Montesquieu, pamphlet anti-bonapartiste oublié de Maurice Joly : l'ouvrage initial avait été rédigé pour prouver un « risque de domination » qu'aurait fait courir Napoléon III dans son « complot universel contre la liberté ». Ce faux est une commande parmi d'autres et ne semble pas marquer la carrière de son auteur qui rentre en Russie dans les services de différents ministères, publiant un livre des atrocités allemandes en 1916.
Il rallie le mouvement bolchevik après avoir fait offre de ses services à Lénine lui-même en 1917, alors qu'il est connu comme membre de la police tsariste. Il se prétend médecin, alors qu'il n'a pourtant aucun diplôme ; il en a falsifié un, prétendument obtenu à Paris ; il va même être considéré comme le premier médecin rallié au bolchévisme, ce qui lui donne quelque notoriété. Il collabore avec Trotski dans l'Armée rouge et joue un rôle dans la mise en place d'organisations de jeunesse et de sport.